# Archernis dolopsalis
Archernis dolopsalis là một loài bướm đêm trong họ Crambidae.